# بخش گودان رومجی
بخش گودان رومجی (به لاتین: Guidan Roumdji Department) یک منطقهٔ مسکونی در نیجر است که در ناحیه مارادی واقع شده‌است. بخش گودان رومجی ۴۸۵٬۷۴۳ نفر جمعیت دارد.